# Big Mommas: Like Father, Like Son
Big Mommas: Like Father, Like Son (ook bekend als Big Momma's House 3), is een Amerikaanse speelfilm uit 2011. De film is een misdaadkomedie, geregisseerd door John Whitesell en geschreven door Matthew Fogel en Don Rhymer.
De film is het tweede vervolg op het originele Big Momma's House uit 2000. In dit deel kruipt Martin Lawrence weer in de rol van FBI-agent Malcolm Turner. Jascha Washington, die in de eerdere twee delen de rol van Trent Pierce speelde, wilde niet meewerken aan dit deel en werd vervangen door Brandon T. Jackson.

## Verhaal
Malcom Turner (Martin Lawrence), ging de afgelopen tien jaar undercover. Zijn stiefzoon Trent Pierce (Brandon T. Jackson) is net geslaagd voor de middelbare school en is aangenomen bij Duke University. Hij wil graag een muziekcarrière beginnen als rapper Prodi-G. Als zijn moeder Sherry op vakantie is met haar dochter, probeert hij Trent Malcolm zo ver te krijgen om een contract te tekenen. Malcolm weigert dit echter, omdat hij vindt dat Trent eerst een goede opleiding moet hebben gedaan.
Trent doet er alles aan om zijn diploma te krijgen. Hij volgt Malcolm, die aan een zaak werkt, en is getuige van een moord door de Russische gangster Chirkoff. Om te voorkomen dat Chirkoff hem te pakken krijgt, gaat Trent undercover als Charmaine Daisy Pierce en Malcolm vermomt zich voor de derde maal als Big Momma. De twee gaan naar een kunstacademie voor meisjes. Trent probeert als zichzelf een relatie te beginnen met een van de meisjes, terwijl Malcolm wordt achtervolgd door Marine Kurtis Kool, die een fascinatie heeft voor grote vrouwen.
Malcom is op zoek naar een USB-stick met daarop bewijs tegen moordenaar Chirkoff. Hij komt tot de ontdekking dat de USB-stick in een muziekdoos zit, die uit de bibliotheek is gestolen.
Trent verpest zijn undercoveractie als hij door vrienden wordt gezien tijdens een date met Haley (als zichzelf). Zij lichten Chirkoff in, die hen voorhield dat hij muziekproducent was. Chrikoffs handlangers zitten Trent achterna, maar raken hem kwijt als hij weer undercover gaat als Charmaine Daisy Pierce.
Als Trent niet op komt dagen bij een grote tentoonstelling, stelt Charmaine Haley gerust en helpt hij haar van de stress af. Hij wordt echter betrapt als hij een liedje zingt als Charmaine, maar met zijn eigen (jongens)stem. Hierdoor moeten Malcolm, Trent en Haley op de vlucht slaan voor Chirkoff. Ze worden door hem gepakt, maar als Chirkoff op het punt staat te schieten, wordt hij zelf neergeschoten door Kurtis. Chirkoff en zijn handlangers worden gearresteerd. Malcom en Trent gaan weer huiswaarts. De film eindigt met een muziekvideo van Trent zingend met Malcom als Big Momma.